# Gruppspelet i Svenska cupen i fotboll för damer 2018/2019
Gruppspelet i Svenska cupen i fotboll för damer 2018/2019 spelades från den 9 februari till den 10 mars 2019, totalt 16 lag tävlade i gruppspelet om fyra slutspelsplatser. Gruppspelet bestod av 16 lag som delades upp i fyra grupper med fyra lag i varje grupp. Alla lag i varje grupp spelade mot varandra en gång. Varje gruppvinnare gick vidare till semifinal.

## Grupper

### Grupp 1
| Nr | Lag                     | S | V | O | F | GM | IM | MS  | P |
| -- | ----------------------- | - | - | - | - | -- | -- | --- | - |
| 1  | Kopparbergs/Göteborg FC | 3 | 3 | 0 | 0 | 17 | 0  | +17 | 9 |
| 2  | Växjö DFF               | 3 | 1 | 1 | 1 | 6  | 2  | +4  | 4 |
| 3  | Linköpings FC           | 3 | 1 | 1 | 1 | 5  | 5  | 0   | 4 |
| 4  | Jitex BK                | 3 | 0 | 0 | 3 | 1  | 22 | −21 | 0 |

|             | 9 februari 2019 | Jitex BK          | 1 – 4           | Linköpings FC                                   | Åbyvallen                                    |                                              |
| 14:00 UTC+1 | 14:00 UTC+1     | Nora Rönnfors 82′ | (0 – 3) Rapport | 9′, 29′, 37′ Kosovare Asllani 84′ Mimmi Larsson | Mölndal Publik: 112 Domare: George Jansizian | Mölndal Publik: 112 Domare: George Jansizian |
| 14:00 UTC+1 | 14:00 UTC+1     |                   |                 |                                                 | Mölndal Publik: 112 Domare: George Jansizian | Mölndal Publik: 112 Domare: George Jansizian |
| 14:00 UTC+1 | 14:00 UTC+1     |                   |                 |                                                 | Mölndal Publik: 112 Domare: George Jansizian | Mölndal Publik: 112 Domare: George Jansizian |

|             | 9 februari 2019 | Kopparbergs/Göteborg FC | 1 – 0           | Växjö DFF | Valhalla IP                               |                                           |
| 14:00 UTC+1 | 14:00 UTC+1     | Julia Zigiotti Olme 66′ | (0 – 0) Rapport |           | Göteborg Publik: 148 Domare: Sara Persson | Göteborg Publik: 148 Domare: Sara Persson |
| 14:00 UTC+1 | 14:00 UTC+1     |                         |                 |           | Göteborg Publik: 148 Domare: Sara Persson | Göteborg Publik: 148 Domare: Sara Persson |
| 14:00 UTC+1 | 14:00 UTC+1     |                         |                 |           | Göteborg Publik: 148 Domare: Sara Persson | Göteborg Publik: 148 Domare: Sara Persson |

|             | 16 februari 2019 | Jitex BK | 0 – 13          | Kopparbergs/Göteborg FC | Åbyvallen                                    |                                              |
| 14:00 UTC+1 | 14:00 UTC+1      |          | (0 – 4) Rapport | 3′, 5′ Pauline Hammarlund 23′, 51′, 53′, 65′ Amanda Johnsson Haahr 35′ Vilde Bøe Risa 48′, 79′, 87′ Emma Koivisto 57′ Beata Kollmats 63′ Julia Zigiotti Olme 75′ Elin Rubensson | Mölndal Publik: 214 Domare: Sandra Österberg | Mölndal Publik: 214 Domare: Sandra Österberg |
| 14:00 UTC+1 | 14:00 UTC+1      |          |                 | | Mölndal Publik: 214 Domare: Sandra Österberg | Mölndal Publik: 214 Domare: Sandra Österberg |
| 14:00 UTC+1 | 14:00 UTC+1      |          |                 | | Mölndal Publik: 214 Domare: Sandra Österberg | Mölndal Publik: 214 Domare: Sandra Österberg |

|             | 16 februari 2019 | Linköpings FC        | 1 – 1           | Växjö DFF           | Linköping Arena                                |                                                |
| 15:00 UTC+1 | 15:00 UTC+1      | Kosovare Asllani 73′ | (0 – 0) Rapport | 90+2′ Elin Karlsson | Linköping Publik: 130 Domare: Lovisa Johansson | Linköping Publik: 130 Domare: Lovisa Johansson |
| 15:00 UTC+1 | 15:00 UTC+1      |                      |                 |                     | Linköping Publik: 130 Domare: Lovisa Johansson | Linköping Publik: 130 Domare: Lovisa Johansson |
| 15:00 UTC+1 | 15:00 UTC+1      |                      |                 |                     | Linköping Publik: 130 Domare: Lovisa Johansson | Linköping Publik: 130 Domare: Lovisa Johansson |

|             | 10 mars 2019 | Kopparbergs/Göteborg FC                         | 3 – 0           | Linköpings FC | Valhalla IP                                |                                            |
| 13:00 UTC+1 | 13:00 UTC+1  | Elin Rubensson 51′ Rebecka Blomqvist 70′, 90+6′ | (0 – 0) Rapport |               | Göteborg Publik: 318 Domare: Tess Olofsson | Göteborg Publik: 318 Domare: Tess Olofsson |
| 13:00 UTC+1 | 13:00 UTC+1  |                                                 |                 |               | Göteborg Publik: 318 Domare: Tess Olofsson | Göteborg Publik: 318 Domare: Tess Olofsson |
| 13:00 UTC+1 | 13:00 UTC+1  |                                                 |                 |               | Göteborg Publik: 318 Domare: Tess Olofsson | Göteborg Publik: 318 Domare: Tess Olofsson |

|             | 10 mars 2019 | Växjö DFF                                                                                     | 5 – 0           | Jitex BK | Sportfältet Teleborg                       |                                            |
| 13:00 UTC+1 | 13:00 UTC+1  | Amanda Persson 1′ Simona Koren 13′ Alexandra Jonasson 48′ Anna Anvegård 69′ Ritah Kivumbi 83′ | (2 – 0) Rapport |          | Växjö Publik: 112 Domare: Josefin Aronsson | Växjö Publik: 112 Domare: Josefin Aronsson |
| 13:00 UTC+1 | 13:00 UTC+1  |                                                                                               |                 |          | Växjö Publik: 112 Domare: Josefin Aronsson | Växjö Publik: 112 Domare: Josefin Aronsson |
| 13:00 UTC+1 | 13:00 UTC+1  |                                                                                               |                 |          | Växjö Publik: 112 Domare: Josefin Aronsson | Växjö Publik: 112 Domare: Josefin Aronsson |

### Grupp 2
| Nr | Lag               | S | V | O | F | GM | IM | MS  | P |
| -- | ----------------- | - | - | - | - | -- | -- | --- | - |
| 1  | Kristianstads DFF | 3 | 2 | 1 | 0 | 12 | 3  | +9  | 7 |
| 2  | FC Rosengård      | 3 | 2 | 1 | 0 | 9  | 2  | +7  | 7 |
| 3  | Limhamn Bunkeflo  | 3 | 1 | 0 | 2 | 2  | 7  | −5  | 3 |
| 4  | IFK Kalmar        | 3 | 0 | 0 | 3 | 2  | 13 | −11 | 0 |

|             | 9 februari 2019 | FC Rosengård                                  | 3 – 0           | Limhamn Bunkeflo | Limhamns IP                             |                                         |
| 13:00 UTC+1 | 13:00 UTC+1     | Anja Mittag 46′ Fiona Brown 80′, 90+1′ (str.) | (0 – 0) Rapport |                  | Malmö Publik: 200 Domare: Tess Olofsson | Malmö Publik: 200 Domare: Tess Olofsson |
| 13:00 UTC+1 | 13:00 UTC+1     |                                               |                 |                  | Malmö Publik: 200 Domare: Tess Olofsson | Malmö Publik: 200 Domare: Tess Olofsson |
| 13:00 UTC+1 | 13:00 UTC+1     |                                               |                 |                  | Malmö Publik: 200 Domare: Tess Olofsson | Malmö Publik: 200 Domare: Tess Olofsson |

|             | 9 februari 2019 | IFK Kalmar                   | 1 – 7           | Kristianstads DFF                                                                                                 | Gasten IP                            |                                      |
| 15:00 UTC+1 | 15:00 UTC+1     | Mathilda Johansson Prakt 53′ | (0 – 5) Rapport | 15′ Mia Carlsson 19′ Rita Chikwelu 21′, 37′, 64′ Svava Rós Guðmundsdóttir 42′ Anna Welin 57′ Thórdís Sigfúsdóttir | Kalmar Publik: 62 Domare: Ulrica Löv | Kalmar Publik: 62 Domare: Ulrica Löv |
| 15:00 UTC+1 | 15:00 UTC+1     |                              |                 | | Kalmar Publik: 62 Domare: Ulrica Löv | Kalmar Publik: 62 Domare: Ulrica Löv |
| 15:00 UTC+1 | 15:00 UTC+1     |                              |                 | | Kalmar Publik: 62 Domare: Ulrica Löv | Kalmar Publik: 62 Domare: Ulrica Löv |

|             | 16 februari 2019 | IFK Kalmar | 0 – 4           | FC Rosengård                                                              | Gasten IP                        |                                  |
| 15:00 UTC+1 | 15:00 UTC+1      |            | (0 – 3) Rapport | 11′, 29′ Hanna Bennison 15′ Johanna Rytting Kaneryd 68′ Lisa-Marie Utland | Kalmar Domare: Gheorghe Piscoran | Kalmar Domare: Gheorghe Piscoran |
| 15:00 UTC+1 | 15:00 UTC+1      |            |                 |                                                                           | Kalmar Domare: Gheorghe Piscoran | Kalmar Domare: Gheorghe Piscoran |
| 15:00 UTC+1 | 15:00 UTC+1      |            |                 |                                                                           | Kalmar Domare: Gheorghe Piscoran | Kalmar Domare: Gheorghe Piscoran |

|             | 16 februari 2019 | Kristianstads DFF                                                  | 3 – 0           | Limhamn Bunkeflo | Kristianstads Arenaområde                      |                                                |
| 15:00 UTC+1 | 15:00 UTC+1      | Rita Chikwelu 7′ Svava Rós Guðmundsdóttir 54′ Josefine Rybrink 68′ | (1 – 0) Rapport |                  | Kristianstad Publik: 185 Domare: Tess Olofsson | Kristianstad Publik: 185 Domare: Tess Olofsson |
| 15:00 UTC+1 | 15:00 UTC+1      |                                                                    |                 |                  | Kristianstad Publik: 185 Domare: Tess Olofsson | Kristianstad Publik: 185 Domare: Tess Olofsson |
| 15:00 UTC+1 | 15:00 UTC+1      |                                                                    |                 |                  | Kristianstad Publik: 185 Domare: Tess Olofsson | Kristianstad Publik: 185 Domare: Tess Olofsson |

|             | 10 mars 2019 | FC Rosengård                             | 2 – 2           | Kristianstads DFF                              | Malmö IP                               |                                        |
| 13:00 UTC+1 | 13:00 UTC+1  | Sanne Troelsgaard 31′ Caroline Seger 33′ | (2 – 0) Rapport | 48′ Alice Nilsson 60′ Svava Rós Guðmundsdóttir | Malmö Publik: 412 Domare: Sara Persson | Malmö Publik: 412 Domare: Sara Persson |
| 13:00 UTC+1 | 13:00 UTC+1  |                                          |                 |                                                | Malmö Publik: 412 Domare: Sara Persson | Malmö Publik: 412 Domare: Sara Persson |
| 13:00 UTC+1 | 13:00 UTC+1  |                                          |                 |                                                | Malmö Publik: 412 Domare: Sara Persson | Malmö Publik: 412 Domare: Sara Persson |

|             | 10 mars 2019 | Limhamn Bunkeflo                            | 2 – 1           | IFK Kalmar                   | Limhamns IP                                |                                            |
| 13:00 UTC+1 | 13:00 UTC+1  | Sofia Wännerdahl 62′ Elisa Lang Nilsson 70′ | (0 – 0) Rapport | 81′ Mathilda Johansson Prakt | Malmö Publik: 105 Domare: Sandra Österberg | Malmö Publik: 105 Domare: Sandra Österberg |
| 13:00 UTC+1 | 13:00 UTC+1  |                                             |                 |                              | Malmö Publik: 105 Domare: Sandra Österberg | Malmö Publik: 105 Domare: Sandra Österberg |
| 13:00 UTC+1 | 13:00 UTC+1  |                                             |                 |                              | Malmö Publik: 105 Domare: Sandra Österberg | Malmö Publik: 105 Domare: Sandra Österberg |

### Grupp 3
| Nr | Lag         | S | V | O | F | GM | IM | MS  | P |
| -- | ----------- | - | - | - | - | -- | -- | --- | - |
| 1  | Piteå IF    | 3 | 3 | 0 | 0 | 16 | 1  | +15 | 9 |
| 2  | AIK         | 3 | 2 | 0 | 1 | 11 | 5  | +6  | 6 |
| 3  | Hammarby IF | 3 | 1 | 0 | 2 | 3  | 12 | −9  | 3 |
| 4  | Ljusdals IF | 3 | 0 | 0 | 3 | 2  | 14 | −12 | 0 |

|             | 9 februari 2019 | Ljusdals IF                             | 2 – 3           | Hammarby IF                                            | Gavlevallen                             |                                         |
| 17:30 UTC+1 | 17:30 UTC+1     | Matilda Wennberg 21′ Ellika Persson 59′ | (1 – 2) Rapport | 21′ Emma Jansson 26′ Klara Folkesson 71′ Lawlaw Nazeri | Gävle Publik: 67 Domare: Erik Nordqvist | Gävle Publik: 67 Domare: Erik Nordqvist |
| 17:30 UTC+1 | 17:30 UTC+1     |                                         |                 |                                                        | Gävle Publik: 67 Domare: Erik Nordqvist | Gävle Publik: 67 Domare: Erik Nordqvist |
| 17:30 UTC+1 | 17:30 UTC+1     |                                         |                 |                                                        | Gävle Publik: 67 Domare: Erik Nordqvist | Gävle Publik: 67 Domare: Erik Nordqvist |

|             | 10 februari 2019 | Piteå IF                                            | 5 – 1           | AIK               | Nolia-Airdome                          |                                        |
| 14:00 UTC+1 | 14:00 UTC+1      | Madelen Janogy 3′, 54′, 61′ Cecilia Edlund 13′, 68′ | (2 – 0) Rapport | 90′ Emma Engström | Piteå Publik: 60 Domare: Sara Wiinikka | Piteå Publik: 60 Domare: Sara Wiinikka |
| 14:00 UTC+1 | 14:00 UTC+1      |                                                     |                 |                   | Piteå Publik: 60 Domare: Sara Wiinikka | Piteå Publik: 60 Domare: Sara Wiinikka |
| 14:00 UTC+1 | 14:00 UTC+1      |                                                     |                 |                   | Piteå Publik: 60 Domare: Sara Wiinikka | Piteå Publik: 60 Domare: Sara Wiinikka |

|             | 17 februari 2019 | Hammarby IF | 0 – 3           | AIK                                                     | Hammarby IP                              |                                          |
| 13:00 UTC+1 | 13:00 UTC+1      |             | (0 – 2) Rapport | 2′ Elsa Törnblom 45′ Malin Broberg 74′ Matilda Rosqvist | Stockholm Publik: 704 Domare: Ulrica Löv | Stockholm Publik: 704 Domare: Ulrica Löv |
| 13:00 UTC+1 | 13:00 UTC+1      |             |                 |                                                         | Stockholm Publik: 704 Domare: Ulrica Löv | Stockholm Publik: 704 Domare: Ulrica Löv |
| 13:00 UTC+1 | 13:00 UTC+1      |             |                 |                                                         | Stockholm Publik: 704 Domare: Ulrica Löv | Stockholm Publik: 704 Domare: Ulrica Löv |

|             | 17 februari 2019 | Ljusdals IF | 0 – 4           | Piteå IF                                                                          | Glysisvallen                                   |                                                |
| 13:00 UTC+1 | 13:00 UTC+1      |             | (0 – 2) Rapport | 20′ Andrea Norheim 26′ Julia Karlernäs 72′ Nina Jakobsson 90+1′ Fernanda Da Silva | Hudiksvall Publik: 192 Domare: Sandra Almkvist | Hudiksvall Publik: 192 Domare: Sandra Almkvist |
| 13:00 UTC+1 | 13:00 UTC+1      |             |                 |                                                                                   | Hudiksvall Publik: 192 Domare: Sandra Almkvist | Hudiksvall Publik: 192 Domare: Sandra Almkvist |
| 13:00 UTC+1 | 13:00 UTC+1      |             |                 |                                                                                   | Hudiksvall Publik: 192 Domare: Sandra Almkvist | Hudiksvall Publik: 192 Domare: Sandra Almkvist |

|             | 10 mars 2019 | AIK                                                                                                  | 7 – 0           | Ljusdals IF | Skytteholms IP                           |                                          |
| 14:00 UTC+1 | 14:00 UTC+1  | Johanna Lindell 30′ Therese Simonsson 38′, 44′, 70′ Wilma Ljung Klingwall 49′ Emma Engström 75′, 83′ | (3 – 0) Rapport |             | Stockholm Publik: 128 Domare: Laura Rapp | Stockholm Publik: 128 Domare: Laura Rapp |
| 14:00 UTC+1 | 14:00 UTC+1  | |                 |             | Stockholm Publik: 128 Domare: Laura Rapp | Stockholm Publik: 128 Domare: Laura Rapp |
| 14:00 UTC+1 | 14:00 UTC+1  | |                 |             | Stockholm Publik: 128 Domare: Laura Rapp | Stockholm Publik: 128 Domare: Laura Rapp |

|             | 10 mars 2019 | Piteå IF | 7 – 0           | Hammarby IF | Nolia-Airdome                             |                                           |
| 14:00 UTC+1 | 14:00 UTC+1  | Selina Henriksson 3′ Nina Jakobsson 15′, 26′ Fernanda Da Silva 19′, 58′ Cecilia Edlund 49′ Madelen Janogy 66′ | (4 – 0) Rapport |             | Piteå Publik: 70 Domare: Lovisa Johansson | Piteå Publik: 70 Domare: Lovisa Johansson |
| 14:00 UTC+1 | 14:00 UTC+1  | |                 |             | Piteå Publik: 70 Domare: Lovisa Johansson | Piteå Publik: 70 Domare: Lovisa Johansson |
| 14:00 UTC+1 | 14:00 UTC+1  | |                 |             | Piteå Publik: 70 Domare: Lovisa Johansson | Piteå Publik: 70 Domare: Lovisa Johansson |

### Grupp 4
| Nr | Lag               | S | V | O | F | GM | IM | MS | P |
| -- | ----------------- | - | - | - | - | -- | -- | -- | - |
| 1  | Djurgårdens IF    | 3 | 3 | 0 | 0 | 7  | 1  | +6 | 9 |
| 2  | Eskilstuna United | 3 | 2 | 0 | 1 | 8  | 3  | +5 | 6 |
| 3  | KIF Örebro        | 3 | 1 | 0 | 2 | 3  | 8  | −5 | 3 |
| 4  | IK Uppsala        | 3 | 0 | 0 | 3 | 3  | 9  | −6 | 0 |

|             | 9 februari 2019 | Eskilstuna United                                           | 4 – 0           | KIF Örebro | Tunavallen                                |                                           |
| 14:00 UTC+1 | 14:00 UTC+1     | Vaila Barsley 47′, 57′ Tia Hälinen 90+1′ Linn Vickius 90+2′ | (0 – 0) Rapport |            | Eskilstuna Publik: 223 Domare: Laura Rapp | Eskilstuna Publik: 223 Domare: Laura Rapp |
| 14:00 UTC+1 | 14:00 UTC+1     |                                                             |                 |            | Eskilstuna Publik: 223 Domare: Laura Rapp | Eskilstuna Publik: 223 Domare: Laura Rapp |
| 14:00 UTC+1 | 14:00 UTC+1     |                                                             |                 |            | Eskilstuna Publik: 223 Domare: Laura Rapp | Eskilstuna Publik: 223 Domare: Laura Rapp |

|             | 9 februari 2019 | IK Uppsala | 1 – 2           | Djurgårdens IF                                        | Lötens IP                                   |                                             |
| 14:00 UTC+1 | 14:00 UTC+1     | 38′ (sjm.) | (1 – 1) Rapport | 18′ Hanna Folkesson 90+2′ Ariam-Berhane Gebreyohannes | Uppsala Publik: 110 Domare: Camilla Friberg | Uppsala Publik: 110 Domare: Camilla Friberg |
| 14:00 UTC+1 | 14:00 UTC+1     |            |                 |                                                       | Uppsala Publik: 110 Domare: Camilla Friberg | Uppsala Publik: 110 Domare: Camilla Friberg |
| 14:00 UTC+1 | 14:00 UTC+1     |            |                 |                                                       | Uppsala Publik: 110 Domare: Camilla Friberg | Uppsala Publik: 110 Domare: Camilla Friberg |

|             | 16 februari 2019 | IK Uppsala                              | 2 – 4           | Eskilstuna United                                                | Lötens IP                                   |                                             |
| 14:00 UTC+1 | 14:00 UTC+1      | Cassandra Korhonen 28′ Ellen Toivio 49′ | (1 – 0) Rapport | 53′, 75′ Felicia Karlsson 61′ Lisa Dahlkvist 77′ Loreta Kullashi | Uppsala Publik: 112 Domare: Camilla Friberg | Uppsala Publik: 112 Domare: Camilla Friberg |
| 14:00 UTC+1 | 14:00 UTC+1      |                                         |                 |                                                                  | Uppsala Publik: 112 Domare: Camilla Friberg | Uppsala Publik: 112 Domare: Camilla Friberg |
| 14:00 UTC+1 | 14:00 UTC+1      |                                         |                 |                                                                  | Uppsala Publik: 112 Domare: Camilla Friberg | Uppsala Publik: 112 Domare: Camilla Friberg |

|             | 17 februari 2019 | Djurgårdens IF                                                   | 4 – 0           | KIF Örebro | Tele2 Arena                                     |                                                 |
| 18:00 UTC+1 | 18:00 UTC+1      | Mia Jalkerud 25′, 58′ Tilde Lindwall 68′ Sheila van den Bulk 75′ | (1 – 0) Rapport |            | Stockholm Publik: 369 Domare: Annica Torkelsson | Stockholm Publik: 369 Domare: Annica Torkelsson |
| 18:00 UTC+1 | 18:00 UTC+1      |                                                                  |                 |            | Stockholm Publik: 369 Domare: Annica Torkelsson | Stockholm Publik: 369 Domare: Annica Torkelsson |
| 18:00 UTC+1 | 18:00 UTC+1      |                                                                  |                 |            | Stockholm Publik: 369 Domare: Annica Torkelsson | Stockholm Publik: 369 Domare: Annica Torkelsson |

|             | 9 mars 2019 | Eskilstuna United | 0 – 1           | Djurgårdens IF | Tunavallen                                      |                                                 |
| 13:00 UTC+1 | 13:00 UTC+1 |                   | (0 – 0) Rapport | 74′ (sjm.)     | Eskilstuna Publik: 273 Domare: Pernilla Larsson | Eskilstuna Publik: 273 Domare: Pernilla Larsson |
| 13:00 UTC+1 | 13:00 UTC+1 |                   |                 |                | Eskilstuna Publik: 273 Domare: Pernilla Larsson | Eskilstuna Publik: 273 Domare: Pernilla Larsson |
| 13:00 UTC+1 | 13:00 UTC+1 |                   |                 |                | Eskilstuna Publik: 273 Domare: Pernilla Larsson | Eskilstuna Publik: 273 Domare: Pernilla Larsson |

|             | 9 mars 2019 | KIF Örebro                                                  | 3 – 0           | IK Uppsala | Behrn Arena                           |                                       |
| 13:00 UTC+1 | 13:00 UTC+1 | Sara Lilja Vidlund 31′ Jonna Dahlberg 40′ Kayla Braffet 66′ | (2 – 0) Rapport |            | Örebro Publik: 102 Domare: Ulrica Löv | Örebro Publik: 102 Domare: Ulrica Löv |
| 13:00 UTC+1 | 13:00 UTC+1 |                                                             |                 |            | Örebro Publik: 102 Domare: Ulrica Löv | Örebro Publik: 102 Domare: Ulrica Löv |
| 13:00 UTC+1 | 13:00 UTC+1 |                                                             |                 |            | Örebro Publik: 102 Domare: Ulrica Löv | Örebro Publik: 102 Domare: Ulrica Löv |